# Бранч
Бранч или брънч (също: закуска-обяд, предобяд, на английски: Brunch) е комбинация от късна закуска и ранен обяд. Думата е английски неологизъм, образувана от сливането на английските думи за закуска и обяд „breakfast“ и „lunch“. Терминът възниква като жаргонна дума на британските студенти около 1896 г.
Негова родина е Америка (основно САЩ и Канада), където всяка неделя семействата излизат да се забавляват, взимайки със себе си разнообразна лека храна. Важна част от бранча е осигуреното забавление на децата.
Бранчът е обикновено от 11.00 часа до 14.00 часа. Идеята е да се заплати определена сума и да се възползва човек от менюто, което се предлага в дадения ресторант без ограничения на консумацията.
В гастрономията се предлагат т. нар. бранч-бюфети предимно в почивните и празничните дни.